# Bosellia corinneae
Bosellia corinneae är en snäckart som beskrevs av Ev. Marcus 1973. Bosellia corinneae ingår i släktet Bosellia och familjen sammetssniglar. Inga underarter finns listade i Catalogue of Life.